# Anton Zwerina
Anton Zwerina (7 giugno 1900 – 19 maggio 1973) è stato un sollevatore austriaco.

## Palmarès

### Olimpiadi
- Argento a Parigi 1924 nei pesi leggeri.